# SN 2005ca
SN 2005ca – supernowa typu Ia odkryta 12 maja 2005 roku w galaktyce A133238+1148. W momencie odkrycia miała maksymalną jasność 20,90m.